# رحمت‌آباد (راسک و فیروزآباد)
رحمت‌آباد روستایی در دهستان راسک و فیروزآباد بخش مرکزی شهرستان راسک استان سیستان و بلوچستان ایران است.

## جمعیت
بر پایه سرشماری عمومی نفوس و مسکن در سال ۱۳۹۵ جمعیت این روستا ۱۱۲ نفر (۲۹خانوار) بوده‌است.